# Directe belastingen
Directe belastingen zijn belastingen die door overheden op directe wijze worden geheven.
Het directe slaat op het feit dat de belastingdienst de belasting rechtstreeks of via een inhoudingsplicht ten laste van de belastingplichtige laat komen. Dit in tegenstelling tot indirecte belasting zoals de Omzetbelasting waarbij de verschillende fases in de productieketen over de toegevoegde waarde belasting afdragen, waardoor de uiteindelijke belastingdruk bij de eindgebruiker (consument) komt te liggen.

## Nederland
In Nederland zijn de vijf belangrijkste directe belastingen die de Rijksoverheid oplegt de loonbelasting, de vennootschapsbelasting, de dividendbelasting, de erfbelasting en de kansspelbelasting.
De bedragen in de onderstaande tabel zijn in miljoenen euro's:
| Directe belastingen            | 2012   | 2013   | 2014   | 2015   |
| ------------------------------ | ------ | ------ | ------ | ------ |
| Loonbelasting                  | 46.286 | 46.346 | 45.300 | 51.547 |
| Vennootschapsbelasting         | 12.944 | 14.858 | 12.888 | 14.389 |
| Dividendbelasting              | 2.562  | 2.626  | 2.436  | 2.643  |
| Erfbelasting                   | 1.357  | 1.379  | 1.553  | 1.644  |
| Kansspelbelasting              | 467    | 477    | 451    | 515    |
| Inkomstenbelasting kas         | -      | -      | -      | 846    |
| Overig                         | 50     | -131   | 166    | 186    |
| Totaal aan directe belastingen | 63.667 | 65.555 | 62.800 | 71.585 |

De onroerendezaakbelasting die toch ook een aantal directe aspecten heeft wordt als een gemeentelijke belasting beschouwd.
De begrippen ‘’direct’’ en ‘’indirect’’ hebben praktisch nog maar weinig betekenis. In de Wet inkomstenbelasting 2001 is het begrip daarom weggelaten. In andere belastingen zoals de Wet op de loonbelasting 1964 staat het begrip nog wel. De enige formele consequentie is de toepassing van de ‘’richtige heffing’’ (hoofdstuk VI van de AWR) maar door toevoeging van artikel 32 AWR is toepassing daarvan feitelijk niet meer aan de orde.

## Voetnoten
1. ↑  Bron: de miljoenennota 2012, miljoenennota 2013, miljoenennota 2014, miljoenennota 2015
2. ↑  Hieronder valt de inkomstenbelasting. Technisch is de loonbelasting een voorheffing op de inkomstenbelasting. Vrij vaak is de betaalde loonbelasting gelijk aan de te betalen inkomstenbelasting. In de overige gevallen is er ongeveer een balans tussen bijbetalingen en teruggaven van inkomstenbelasting, vandaar dat het bedrag per saldo gering is. (De heffing is geïntegreerd met die voor premies volksverzekeringen. Per saldo is er een aanzienlijke teruggaaf van ongeveer € 7 miljard, maar dat betreft voor het overgrote deel premies volksverzekeringen.)

Soms duikt de term vermogensbelasting op in een debat of statistieken; die term kan bedoeld zijn als informele term voor de vermogensrendementsheffing, die, hoewel materieel te beschouwen als een vermogensbelasting, is ondergebracht bij de inkomstenbelasting, en kan verder in statistieken naheffingen betreffen van de in 2001 afgeschafte belasting van die naam.